# كارل كريستيان كوش
كارل كريستيان كوش هو سباح دنماركي، ولد في 3 أبريل 1952 في Sønderborg ‏ في الدنمارك.

## وصلات خارجية
- كارل كريستيان كوش على موقع الاتحاد الدولي للسباحة (الإنجليزية)
- كارل كريستيان كوش على موقع أوليمبيديا (الإنجليزية)